# Џамар Вилсон
Џамар Вилсон (енгл. Jamar Wilson; Бронкс, Њујорк, 22. фебруар 1984) бивши је америчко-фински кошаркаш. Играо је на позицији плејмејкера.

## Колеџ каријера
После средње школе у Бронксу, уписао је Олбани колеџ на којем је дипломирао 2007. године. Већ у првој сезони је пружао одличне партије уз просечан учинак од 18,9 поена и 3,3 асистенције по утакмици. Ипак, у другој сезони је паузирао због повреда, па је добио прилику да буде годину дана дуже на колеџу у складу са правилима у америчком универзитетском спорту. Након повратка на терен био је још бољи, предводио је Олбени до прва два учешћа екипе у популарном "мартовском лудилу", односно најквалитетнијем колеџ турниру.
Током колеџ каријере у којој је постигао укупно 2.164 поена и постао најбољи стрелац у историји Олбенија, а освојио је и неколико индивидуалних признања у Источној конференцији колеџа. Други је по укупном броју асистенција - 488, а све то је довело до највеће награде - једини је кошаркаш чији дрес је Олбени повукао из употребе.

## Професионална каријера
Први професионални клуб био му је белгијски Пепинстер. Затим је уследила епизода у Лијежу, а годину дана касније је потписао за Окапи Алстар. У Финску је стигао у сезони 2010/11. када је наступао за Хонка Еспу. Са њима је у ВТБ лиги бележио просечно 18,9 поена по утакмици и био најбољи стрелац лиге. 5. јануара 2011. године, Вилсон је убацио 28 поена уз 2 скока и четири асистенције против Лијетувос ритаса. То му је била најбоља утакмица у сезони. 9. марта исте године, Вилсон је имао 9 скокова против ЦСКА Москве, што му је сезонски рекорд, уз 16 убачених поена и 2 асистенције.
Од 2011. до 2015. је био у Аустралији. Са Кернс тајпансима проводи три сезоне а једну са Аделејд тртисиксерсима. У марту 2015. је потписао за француски Руен. Тамо је остао до краја сезоне и просечно бележио 9,5 поена, 2.8 скокова и 2,3 асистенције на осам одиграних мечева.
У новембру 2015. постаје играч београдског Партизана. Дана 7. марта 2016. године, Вилсон је на утакмици између Унион Олимпије и Партизана убацио 42 поена уз 7 скокова и 6 асистенција. Вилсон је постао најефикаснији страни играч на једном мечу у историји Партизана. Он је престигао свог сународника Фредерика Хауса који је 2003. године постигао 41 поен.

## Репрезентација
Дебитовао је за репрезентацију Финске на Евробаскету 2015 против Француске где је постигао 21 поен, 1 скок и 4 асистенције. Вилсон је био најефикаснији играч своје репрезентације, а најефикаснији играч на мечу био је Тони Паркер који је имао 2 поена више од њега. Посебно се истакао у утакмици против Србије у осмини финала када је забележило 15 поена, четири скока и три асистенције. Вилсон је на првенству просечно уписивао 12 поена, 1.6 ухваћених лопти и 2,8 асистенција, а Финска је такмичење завршила на 16. месту.

## Приватан живот
Вилсонов ујак Џејмс Вилсон којег су звали Пуки је такође био кошаркаш. Он је играо кошарку на улицама Њујорка и сматрали су га краљем уличног баскета. У једној утакмици убацио је чак 100 поена.
Наступајући у Финској у сезони 2010/11. упознао је будућу супругу, чланицу женске кошаркашке репрезентације Лору Сарио. Са њом је добио дете 2013. године а две године касније добио је фински пасош и прилику да заигра за њихов национални тим.